# ماساتاكا نومورا
ماساتاكا نومورا (باليابانية: 野村 政孝) (29 يونيو 1991 في سيتاغايا في اليابان – )؛ هو لاعب كرة قدم كان يلعب كحارس مرمى.

## وصلات خارجية
- ماساتاكا نومورا على موقع رابطة كرة القدم اليابانية للمحترفين (اليابانية)
- ماساتاكا نومورا على موقع قاعدة بيانات كرة القدم.إي يو (الإنجليزية)
- ماساتاكا نومورا على موقع Soccerway.com (الإنجليزية)
- ماساتاكا نومورا على موقع عالم كرة القدم.نت (الإنجليزية)